# CAVOK
CAVOK es el acrónimo del inglés Ceiling and Visibility OK (techo y visibilidad, bien), término meteorológico usado en aviación que sirve para indicar condiciones meteorológicas favorables en los informes aeronáuticos METAR, transmitiéndose, de este modo, el cumplimiento simultáneo de las condiciones de
- visibilidad de 10 km o más y que no se verifican los criterios para la inclusión del grupo de visibilidad mínima

- ninguna nube por debajo de 1500 metros (5000 pies) o por debajo de la mayor altitud mínima del sector (de estas dos la que sea mayor)

- ausencia de cumulonimbos (CB) y de torrecúmulos (TCU)

- inexistencia de ningún fenómeno de tiempo significativo (NSW: No Significant Weather), actual o previsto, como la precipitación[1]

Este término puede ser usado en un METAR (METeorological Aerodrome Report: informe meteorológico rutinario de observación en un aeródromo), un SPECI (Selección Especial del Informe Meteorológico para la Aviación, un informe meteorológico especial de aeródromo) o un TAF (Terminal Aerodrome Forecast, un pronóstico del tiempo meteorológico que va a hacer en un aeropuerto).